# Conduit de lumière

Conduit de Lumière - Présentation

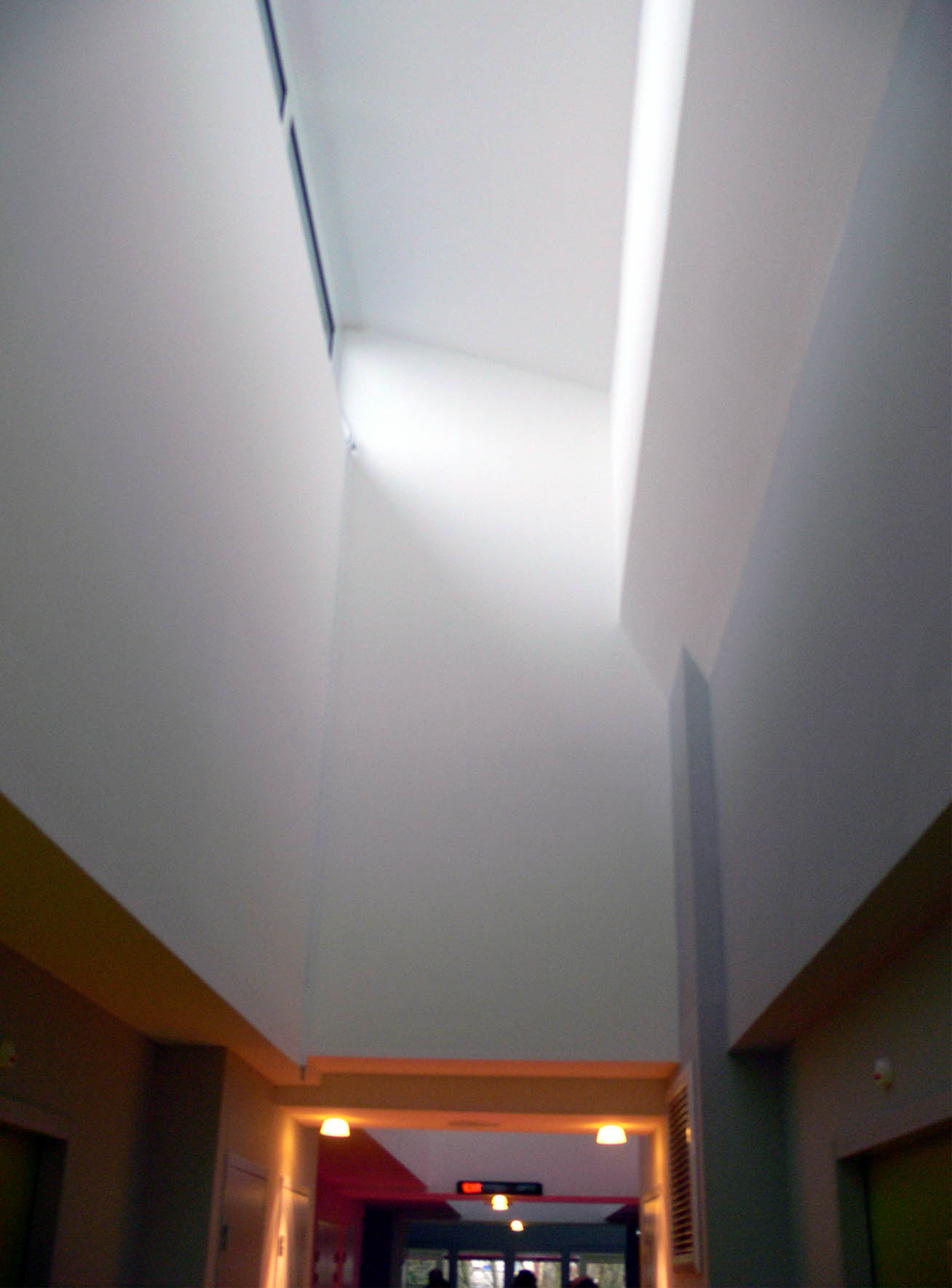
Exemple de puits de lumière simple (EHPAD de Trith-Saint-Léger (photographié un jour d'hiver, gris et pluvieux)

Les conduits de lumière sont utilisés pour transporter et distribuer de la lumière naturelle sans transmission de chaleur dans des pièces sombres éloignées des ouvertures traditionnelles tout en réduisant au minimum la perte de lumière.
Le concept d'apporter la lumière par réflexion a été inventé par les égyptiens, qui utilisaient des miroirs pour éclairer les pyramides. Le système du conduit de lumière tel que nous le connaissons, a été créé et développé en Australie en 1986 par la société Solatube. Dans leurs applications de transport de la lumière naturelle, ils sont souvent appelés puits de lumière, canons de lumière ou lucarnes tubulaires.
Un puits de lumière fait référence à une ouverture zénithale (au plafond) qui permet de laisser passer la lumière du jour tandis qu'un conduit de lumière (souvent appelé à tort puits de lumière) fait référence à :
- une zone de collecte ;
- une zone de transmission ;
- une zone de diffusion.

Cet aménagement est principalement constitué de trois éléments pour la diffusion de la lumière et un élément pour l'étanchéité : 
1. une vitre ou un dôme collecteur de lumière,
2. un solin d'étanchéité en sortie de toit,
3. un tube (rigide en métal poli réflecteur ou souple en aluminium réflecteur) de transmission et
4. un diffuseur.

Les tubes rigides sont plus performants.

## Fonctionnement
La collecte de la lumière

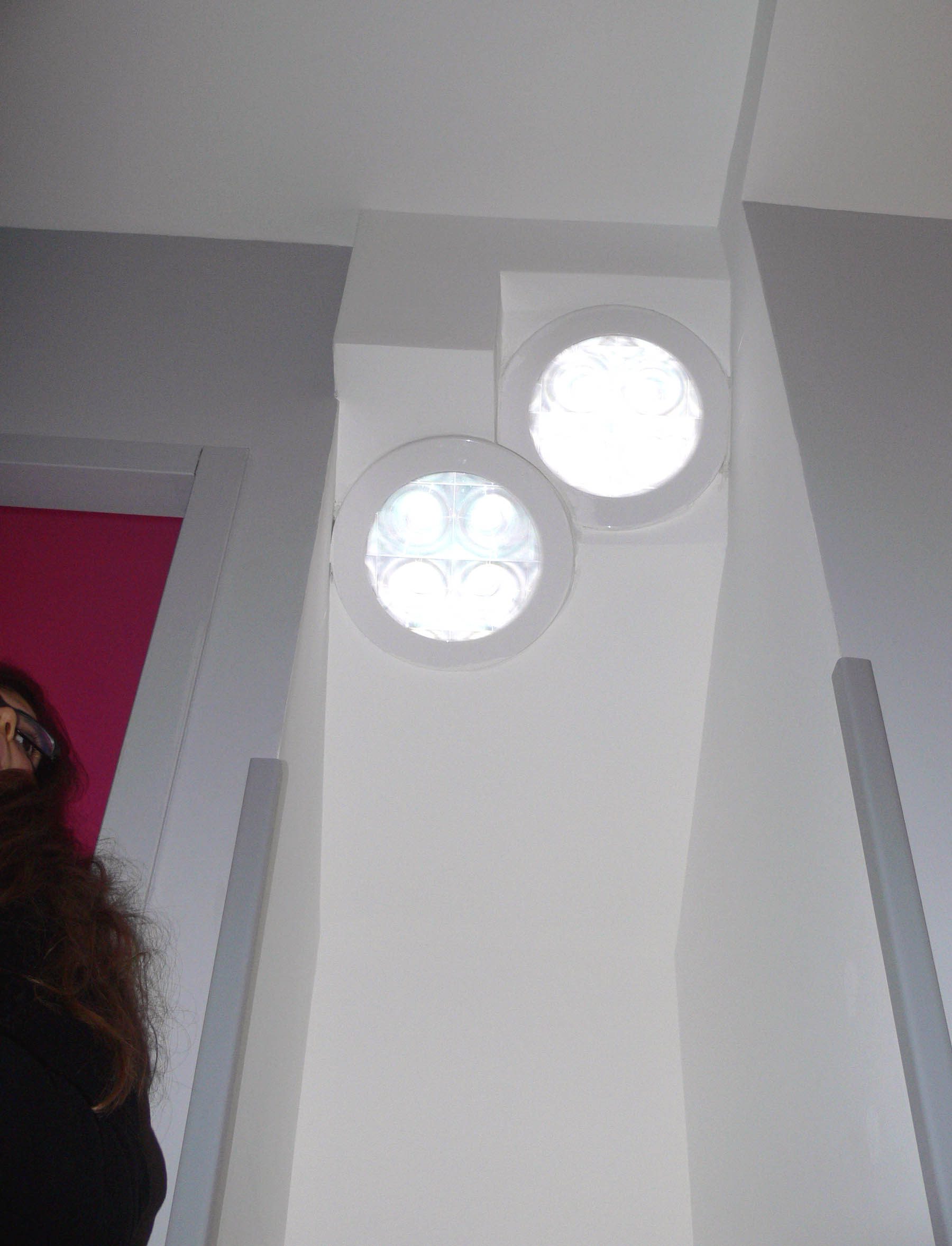
Exemple de puits à lumiduc (EHPAD de Trith-Saint-Léger, 1er étage, par temps couvert et pluvieux)

Deux systèmes de collecte de lumière sont principalement utilisés par les différents fabricants :
- la fenêtre de toit
- le dôme

Les fenêtres de toit ne permettent qu’une faible collecte de lumière mais sont principalement privilégiées pour des raisons esthétiques (installation à fleur de toit).
Le dôme est le système de collecte le plus utilisé aujourd’hui grâce à sa haute performance malgré une ouverture plus faible que pour une fenêtre de toit classique.
Un dôme a quatre principaux objectifs :
1) Collecter la lumière
Le système de collecte est installé sur le toit. Il collecte les rayons du jour mais aussi la lumière ambiante dans un ciel diffus.
2) Concentrer la lumière
Certains systèmes utilisent un réflecteur orienté vers le sud afin de réorienter les rayons solaires à l’intérieur du conduit. Ce système permet d’accroître la quantité de lumière capturée favorisant une intensité lumineuse accrue. Ce système de réflecteur permet d’optimiser l’utilisation de la lumière naturelle.
3) Dévier la lumière
Certains dômes intègrent des prismes ou un traitement spécifique permettant de réorienter la lumière naturelle émise à angles faibles à l’aube et au crépuscule. Ce système optique crée un éclairage uniforme tout au long de la journée et permet de gagner une heure d'éclairage le matin et le soir.
4) Uniformiser la lumière 
Certains dômes sont dotés d'une lentille en leur sommet afin d'éviter les surintensités lumineuses notamment lorsque le soleil est au zénith. Cela permet d'avoir un éclairage homogène tout au long de la journée.
Différents matériaux sont utilisés pour la fabrication des dômes tels que le verre, l’acrylique (polyméthacrylate de méthyle) et le polycarbonate. L’acrylique et le verre équipent la majorité des systèmes modernes. Ils présentent une meilleure transparence et l'acrylique ne jaunit pas avec le temps à l’inverse du polycarbonate.
Les dômes issus des dernières technologies filtrent une majorité des rayons UVA, UVB et les IR (Infrarouge) limitant toutes détériorations (tableaux, tissus) et tout apport de chaleur dans la pièce.
Certains dômes apportent un confort visuel en possédant au sommet une lentille qui va écrêter les surintensités lumineuses lorsque le soleil est au zénith afin de limiter les risques d'éblouissement. 

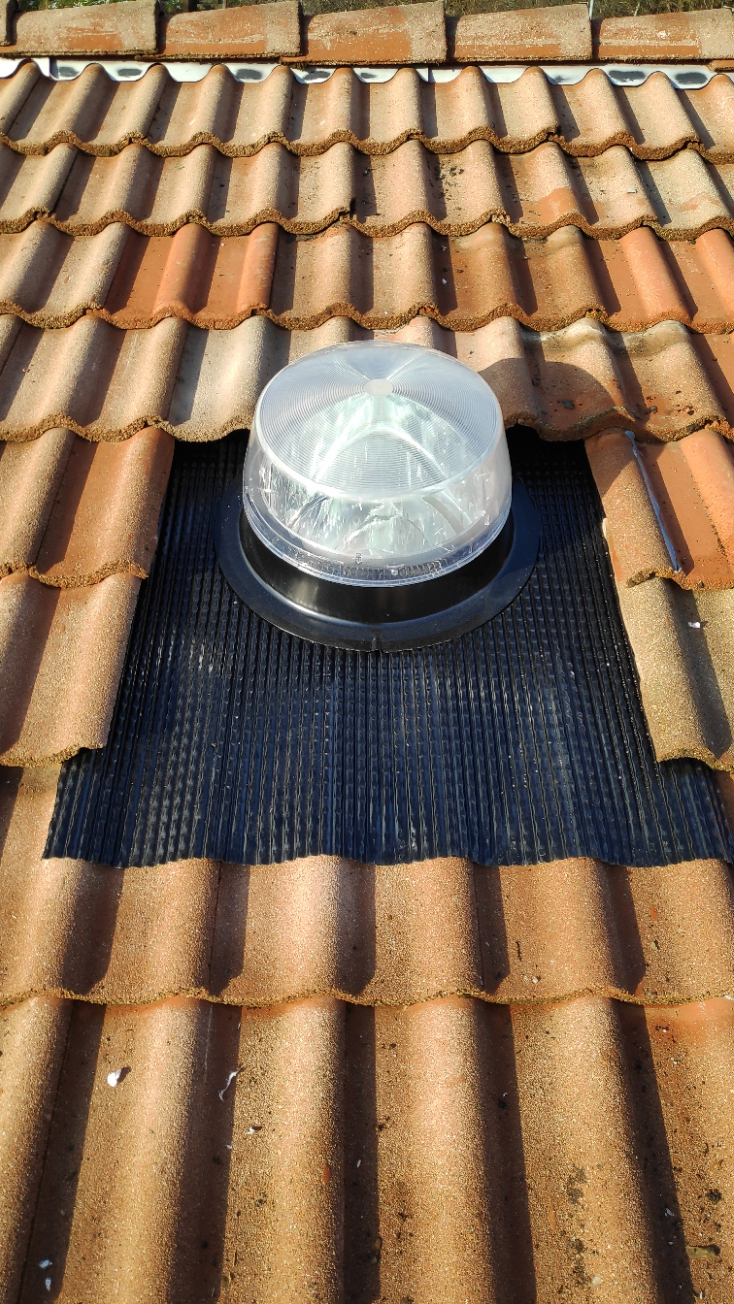
Exemple d'un dôme avec lentille limitant les risques d’éblouissement - [https://solatube.fr/eclairages-particuliers-technologie-puit-de-lumiere-naturelle/ SOLATUBE

### Rendement de transmission lumineuse
La lumière est déviée dans un tube de transmission aux parois plus ou moins réfléchissantes dont le diamètre varie selon les marques de 250 à 900 mm.
L'objectif est de transmettre la lumière avec un minimum de perte tout en conservant les spécificités de la lumière naturelle. Les différents systèmes et modèles développés aujourd’hui offrent la possibilité de faire des coudes à 90° et d’atteindre des longueurs importantes (jusqu’à plus de 20 mètres de longueur pour les meilleurs systèmes).
Les principales différences entre les tubes de transmissions sont principalement en termes de nature (tube souple ou rigide) et en fonction de leurs indices de réflexion. Les différents produits commercialisés sur le marché ont des indices de réflexion qui vont de 84 % à 99,7 %. Il existe trois technologies de tube : 
1) Le tube souple
Ce tube est comparable à une gaine de VMC rétractable que l'on déplie à la hauteur voulue.
2) Le tube rigide
C'est un tube anodisé qui utilise une technologie Pulvérisation Sous Vide : dans une chambre à vide, des ions métalliques (argents alu) sont déposés sur un substrat aluminium. 
3) Le tube rigide ultra-réfléchissant à films collés
C'est un tube constitué d'aluminium recouvert d'un film multicouche à base de polymère.
Les conduits ayant la plus faible réflexion sont les conduits souples en aluminium dont le rendement lumineux est selon des fabricants trois fois plus faible que celui de la version rigide. Le conduit de lumière le plus réfléchissant au monde permet une réflexion de 99,7 %, soit seulement 0,3 % de perte par réflexion. Par ailleurs, la quantité de lumière transmise sera plus importante si le conduit est court et large et inversement plus le diamètre du tube sera étroit et plus la perte de lumière sera conséquente.
Avec l’utilisation de tube long, une partie de l’intensité lumineuse est perdue. Afin de minimiser les pertes, une haute réflectivité du tube est importante.
|                                                | Produit 99,7 % | Produit 99,5 % | Produit 98 % | Produit 91 % | Produit 84 % |
| Perte par réflexion                            | 0.003          | 0.005          | 0.02         | 0.09         | 0.16         |
| Diamètre du tube (mm)                          | 350            | 350            | 350          | 350          | 350          |
| Longueur du tube(m)                            | 4              | 4              | 4            | 4            | 4            |
| Perte totale(% dans le tube)                   | 2,96 %         | 4,89 %         | 18,29 %      | 61,06 %      | 82,51 %      |
| Puissance lumineuse totale(% du flux incident) | 97,04 %        | 95,11 %        | 81,71 %      | 38,94 %      | 17,49 %      |

### La diffusion de la lumière
La lumière est ensuite diffusée dans toute la pièce grâce à un diffuseur conçu pour le confort visuel et homogénéiser la diffusion. Le diffuseur doit être placé au plafond, au centre de la surface à éclairer. Aujourd’hui certaines lentilles hautement performantes permettent une conservation optimum de la qualité de la lumière naturelle lors de sa diffusion.
Selon la hauteur du soleil, il est possible de modéliser le cône de diffusion issu du diffuseur et ainsi réaliser des simulations lumineuses.
Certaines marques proposent également des diffuseurs qui se placent en position murale, afin de s'adapter à des configurations de chantier spécifiques.

## Propriétés et applications

### Système d’éclairage naturel
Les conduits de lumière naturelle offrent de bonnes propriétés d’isolation thermique ainsi qu’une grande flexibilité quant à l’utilisation des pièces intérieures en dépit d’une diminution du contact visuel avec l'environnement externe.
Dans le contexte du trouble affectif saisonnier (TAS), il est important de prendre en considération que l’installation de conduits de lumière dans des pièces sombres de l’habitation augmente la quantité d’exposition quotidienne à la lumière naturelle. Ce système contribue ainsi à améliorer le bien-être des résidents ou salariés (luminothérapie) en évitant les dépressions saisonnières et les effets de sur-illumination. En comparaison avec une source de lumière artificielle, un conduit de lumière a l’avantage de fournir de la lumière naturelle tout en économisant de l’énergie.
L’intensité de la lumière transmise varie pendant la journée. Quand la lumière extérieure est insuffisante, il est possible de palier ce manque de lumière grâce à un kit d’éclairage électrique d’appoint.
D’un point de vue pratique, les conduits de lumière ne requièrent pas d’installation électrique et  contrairement aux fenêtres de toit classique, l'installation ne nécessite pas de permis de construire. Une déclaration préalable de travaux à la Mairie est toutefois nécessaire pour indiquer un changement d'aspect extérieur du bâtiment.
Les conduits de lumière peuvent nécessiter une isolation particulière dans les régions où les températures descendent régulièrement en dessous de 0° en hiver et dans les pièces fortement exposés à la vapeur d'eau comme la salle de bain ou la cuisine. Il est conseillé dans ces cas d'isoler le conduit de lumière aussi bien à l’extérieur que l’intérieur afin d'éviter toute création de pont thermique. Certains fabricants mettent en place un double ou triple vitrage à l’intérieur même du tube de transmission.

### Le confort d'été
Il existe deux technologies de réflexion dans le tube le PVD (Pulvérisation sous vide d’ions métalliques projetés sur le substrat d’aluminium) et le film collé:
1. La technologie PVD réfléchit tout le spectre solaire : UV, visible et infrarouge. En sortie du diffuseur, l’apport moyen de chaleur en été est de 65% de l’énergie collectée.
2. La technologie du film collé, utilisée par Solatube, présente une réflexion sélective : les infrarouges, qui apportent 55 % de l’énergie du spectre solaire, ne sont pas réfléchis. En effet, dès la première réflexion, qui a lieu généralement sur le toit, c'est principalement la réflexion des infrarouges qui va chauffer le tube. L’apport moyen de chaleur en été est de 25 % de l’énergie collectée.

## Exemples d’application
Les conduits de lumière trouvent une application idéale dans les pièces à vivre d'une maison, les bureaux, les écoles, les entrepôts, les surfaces commerciales et industrielles... Conciliant économie, confort, qualité, design et environnement, de nombreux architectes ont intégré les conduits de lumière dans leurs projets notamment dans leurs démarches Haute qualité environnementale (HQE) car les conduits de lumière naturelle répondent à la cible 10 qui concerne le confort visuel.

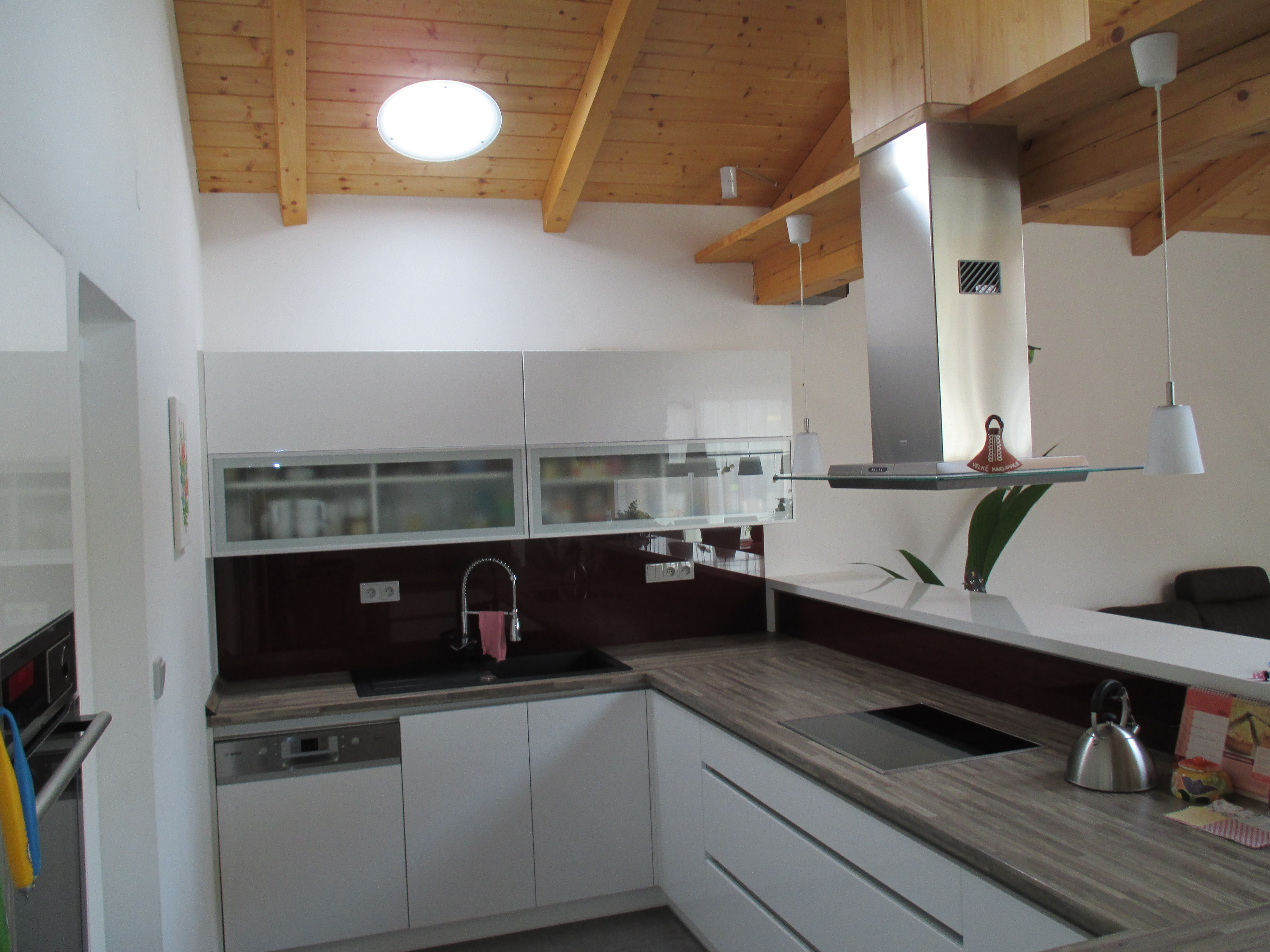
Exemple d'installation d'un conduit de lumière naturelle dans une cuisine - [https://solatube.fr/realisation-pour-particulier-puit-de-lumiere-eclairage-naturel/ SOLATUBE

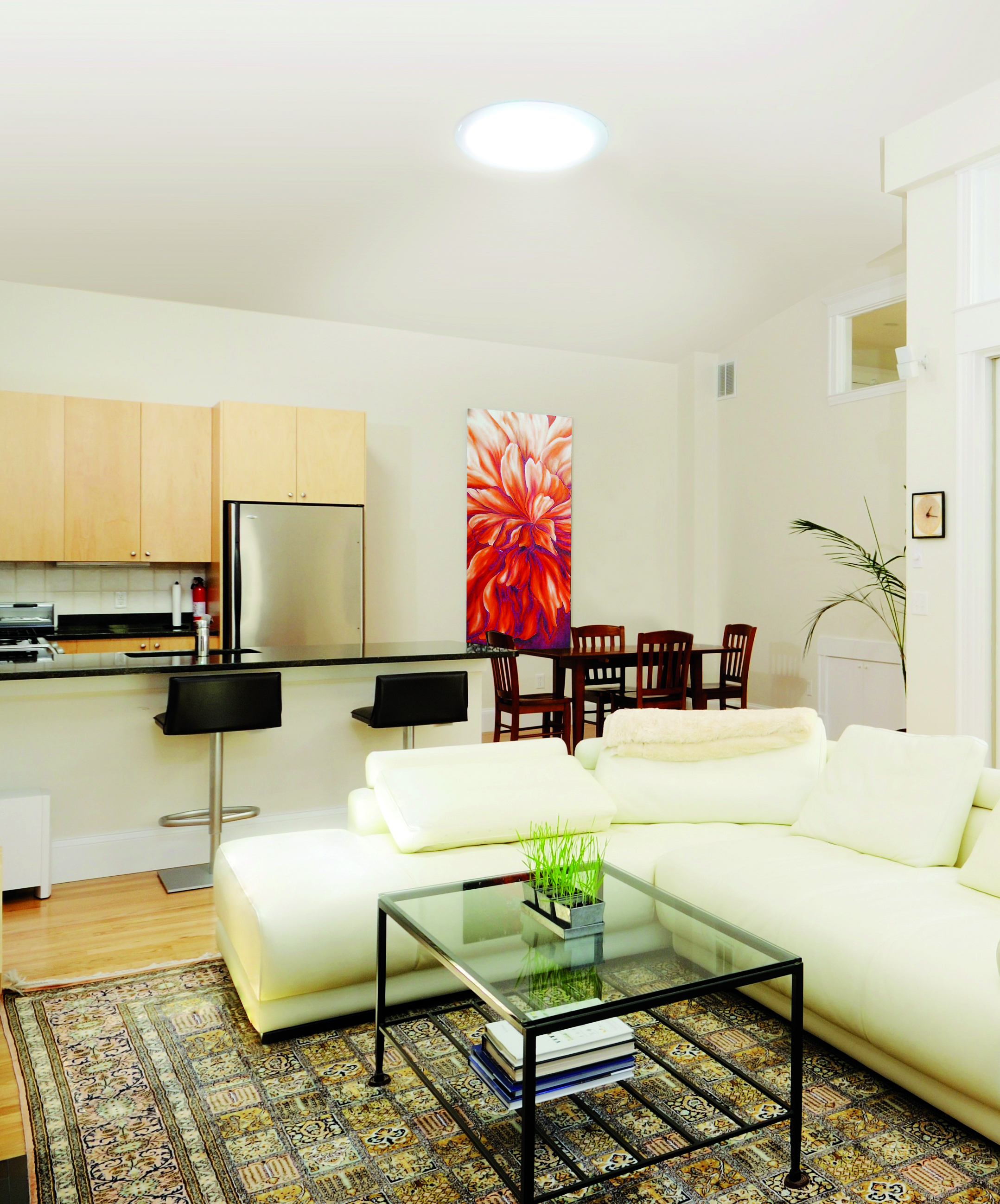
Exemple d'installation d'un conduit de lumière naturelle dans un salon - SOLATUBE

Des réalisations récentes intégrant des conduits de lumière mettent en avant des possibilités nouvelles et intéressantes pour la conception architecturale.
Dans le cadre des Jeux olympiques d'été de 2008 à Pékin, les architectes ont intégré dans leurs édifices le système des conduits de lumière. C’est le cas notamment du Gymnase de l'Université des Sciences et Technologies de Pékin qui a accueilli pendant les jeux les épreuves de Judo et de Taekwondo. L’édifice fut équipé de 148 conduits de lumières de 53 centimètres de diamètre afin d’apporter un éclairage naturel, économique et écologique au bâtiment.

## Le marché des conduits de lumière
Sur le marché mondial, Solatube (créateur du concept) reste le leader avec 500 000 conduits environ installés chaque année dans plus de 125 pays. Le marché français de l’éclairage électrique est estimé à environ 1 milliard d’euros ; il n’y a pas de chiffres pour l’éclairage naturel. Aujourd’hui porté par l’activité du Bâtiment et travaux publics (BTP), le marché s’intéresse de plus en plus aux innovations technologiques et esthétiques des fabricants, observées notamment dans certaines niches en éclairage intérieur. L’innovation demeure en effet le principal vecteur de développement du marché. Sans oublier les produits à faible consommation qui vont dans le sens des démarches HQE.
Depuis le 20 mars 2015, certains conduits de lumière sont éligibles au certificat d'économies d'énergie (CEE). Pour être éligibles au dispositif des CEE, les conduits de lumière doivent remplir certains critères de performance :
- Un taux de transmission lumineuse du tube supérieur ou égal à 95 % pour 1,2 m de longueur,
- Une résistance thermique de la costière supérieure ou égale à 0.30 (m²K)/W

Le taux de transmission lumineuse doit être établi selon la méthode définie dans le rapport technique de la Commission Internationale de l’Eclairage CIE 173 :2012.
Même si tous les conduits de lumière naturelle ne remplissent pas cette obligation, c’est une bonne nouvelle pour la filière de l’éclairage naturel car cela traduit la reconnaissance par l’État de l’efficacité énergétique des conduits de lumière naturelle.

## Fabricants de conduits de lumière
Le concept du conduit de lumière tel que nous le connaissons aujourd’hui a été créé par Solatube en Australie en 1986. En 1992, le produit investit le marché américain et la commercialisation s'intensifie aux États-Unis. Rapidement, le succès des conduits de lumière attire l’attention des médias et plusieurs émissions de télévision lui sont consacrées. En 1996, les conduits de lumière arrivent en Europe.
À partir des années 2000, la concurrence a commencé à s'intensifier et de nombreux acteurs sont arrivés sur le marché. Aujourd’hui, les principaux fabricants de conduits de lumière sont Solatube, Lightway et Velux. Et ce nombre est renforcé par de nouveaux arrivants chaque année.